# جيمس دبليو. هندرسون
جيمس دبليو. هندرسون (بالإنجليزية: James W. Henderson)‏ هو سياسي أمريكي، ولد في 15 أغسطس 1817 في مقاطعة سومنر في الولايات المتحدة، وتوفي في 30 أغسطس 1880 في هيوستن في الولايات المتحدة. نشط حزبياً في الحزب الديمقراطي. وقد انتخب نائب حاكم تكساس ‏ (4 أغسطس 1851 – 23 نوفمبر 1853) وانتخب حاكم ولاية تكساس (23 نوفمبر 1853 – 21 ديسمبر 1853).